# Partan bree
Le partan bree est une soupe de fruits de mer, spécialité du nord-est de l'Écosse, où est basée une grande partie de la flotte de pêche du pays. Son nom vient de ses ingrédients : partan est le mot gaélique et écossais pour « crabe comestible » , et bree est un terme écossais pour « soupe ». Le crabe et le riz sont les ingrédients principaux.